# 이스즈의 트럭
이스즈의 트럭(いすゞのトラック 이스즈노 토랏쿠[*])은 일본 이스즈 자동차 "엘프"를 홍보하는 CM송의 하나다. 현재 이 노래는 일본의 가수 요코야 와코(浜野和子)와 카즈코(KAZCO)가 노래를 불렀다.

## 노래 개요
- 노래명:이스즈의 트럭 (いすゞのトラック)
- 가수명:카즈코 (KAZCO)
- 분량:4분
- 기획: 이스즈자동차
- 제작회사:토큐 에이전시 (東急エージェンシー)

## 같이 보기
다른 CM송
- 히타치의 나무(日立の樹)
- 세계의 적인(世界の恋人, 닛산 자동차)

기타
- 이스즈 자동차